# Campionati mondiali di ginnastica ritmica 2007
I XXVIII Campionati mondiali di ginnastica ritmica si sono svolti a Patrasso, in Grecia, dal 16 al 23 settembre 2007.

## Risultati
| Evento                        | Oro | Argento | Bronzo |
| Individuale (fune)            | Vera Sesina (18,600) | Ol'ga Kapranova (18,500)                                                                                                | Inna Žukova (17,900) |
| Individuale (cerchio)         | Ol'ga Kapranova (18,450)                                                                                                  | Vera Sesina (18,250) | Hanna Bezsonova (18,175) |
| Individuale (clavette)        | Ol'ga Kapranova (18,650)                                                                                                  | Hanna Bezsonova (18,400)                                                                                                | Vera Sesina (18,325) |
| Individuale (nastro)          | Vera Sesina (18,650) | Hanna Bezsonova (18,350)                                                                                                | Alina Kabaeva (17,225) |
| Individuale (completo)        | Hanna Bezsonova (73,950)                                                                                                  | Vera Sesina (73,900) | Ol'ga Kapranova (70,700) |
| Gruppo (5 funi)               | Russia 17,650 (Anna Gavrilenko, Tat'jana Gorbunova, Elena Posevina, Dar'ja Škurichina, Natal'ja Zueva)                    | Italia 17,300 (Elisa Blanchi, Fabrizia D'Ottavio, Daniela Masseroni, Elisa Santoni, Anželika Savrajuk)                  | Bulgaria 17,075 (Cveta Kuseva, Jolita Manolova, Zornica Marinova, Maja Paunovska, Tatjana Tongova)                              |
| Gruppo (3 cerchi, 4 clavette) | Russia 17,525 (Margarita Alijčuk, Tat'jana Gorbunova, Elena Posevina, Dar'ja Škurichina, Natal'ja Zueva)                  | Italia 17,350 (Elisa Blanchi, Fabrizia D'Ottavio, Marinella Falca, Daniela Masseroni, Elisa Santoni)                    | Bulgaria 16,975 (Cveta Kuseva, Zornica Marinova, Maja Paunovska, Joanna Tančeva, Tatjana Tongova)                               |
| Gruppo (concorso completo)    | Russia 35,100 (Margarita Alijčuk, Anna Gavrilenko, Tat'jana Gorbunova, Elena Posevina, Dar'ja Škurichina, Natal'ja Zueva) | Italia 34,250 (Elisa Blanchi, Fabrizia D'Ottavio, Marinella Falca, Daniela Masseroni, Elisa Santoni, Anželika Savrajuk) | Bielorussia 33,800 (Alesja Babuškina, Vera Davidovič, Dzina Haitiukevič, Hlafira Marcinovič, Ksenija Sankovič, Alina Tumilovič) |
| Concorso a squadre            | Russia (183,050) | Bielorussia (168,775)                                                                                                   | Azerbaigian (163,750) |

## Medagliere
| Pos. | Nazione     | Oro | Argento | Bronzo | Totale |
| 1    | Russia      | 8   | 3       | 3      | 14     |
| 2    | Ucraina     | 1   | 2       | 1      | 4      |
| 3    | Italia      | 0   | 3       | 0      | 3      |
| 4    | Bielorussia | 0   | 1       | 2      | 3      |
| 5    | Bulgaria    | 0   | 0       | 2      | 2      |
| 6    | Azerbaigian | 0   | 0       | 1      | 1      |